# Наводнение в Южной Азии (2007)
Наводнение в Южной Азии началось в июле 2007 года после продолжительных дождей, приведших к выходу из берегов крупных рек ряда стран. От наводнений погибло по меньшей мере 2000 человек. Наиболее всего пострадало пять стран: Бангладеш, Бутан, Индия, Непал и Пакистан.

## Ход стихийного бедствия
В результате продолжительных муссонных дождей огромные территории в Южной Азии оказались в зоне затопления. Были повреждены тысячи домов, линии электропередач, свыше 20 миллионов человек стали беженцами. ЮНИСЕФ назвал это наводнение худшим в истории.